# Mioneophron
Mioneophron is een geslacht van uitgestorven gieren uit de Gypaetinae dat tijdens het Mioceen in oostelijk Azië voorkwam. De typesoort is Mioneophron longirostris.

## Fossiele vondst
Mioneophron is bekend van een vrijwel compleet fossiel skelet uit de Liushu-formatie in het Linxia-bekken in de provincie Gansu van de Volksrepubliek China, daterend uit het Laat-Mioceen met een ouderdom van circa 6 miljoen jaar. 

## Kenmerken
Mioneophron had het formaat van een hedendaagse aasgier en vermoedelijk was het net als deze gier een opportunistische eter dat zich voedde met insecten, eieren en aas. Mioneophron bewoonde een savannegebied. 